# Dorthe Nathanielsen
Dorthe Nathanielsen (født Dorthe Berthelsen, 1934 i Qeqertarsuatsiaat, Fiskenæsset, død 2015) var en grønlandsk forfatter.
Hun udgav bøgerne Ujuânse Avalak i 1982 og Aani i 1986.
Ujuânse Avalak bygger på en slægtsberetning, der rækker helt tilbage til Hans Egede. Den er oprindeligt blevet fortalt af Dorthe Nathanielsens moster Bibiane Mikkelsen, skrevet ned og sendt til KNR.
I Aani kunne ifølge Kristian Olsen anspores "frustrationssymptomerne, fremmedgørelse og rodløshed". Dorthe Nathanielsen har siden skrevet digte og noveller.
Hendes digte på grønlandsk og dansk er udkommet i antologien Inuit nipaat, illustreret af Jessie Kleemann.
Dorthe Nathanielsen var formand for De Grønlandske Kvindeforeningers Sammenslutning 1979-81, 1984-86 og 1988-19?.